# 羅倫士·艾簡度
羅倫士·奇默兹·艾簡度（Lawrence Chimezie Akandu，1974年12月10日—），生於尼日利亞，尼日利亞裔香港足球運動員，前香港足球代表隊隊員及一間國際貿易公司的行政總裁和成衣批發公司東主，現時擔任香港甲組聯賽球會淦源教練。

## 球會生涯
羅倫士生於非洲人口最多的國家尼日利亞，由於他沒有良好的足球天資，既沒有速度也毫無技術腳法可言，所以千里迢迢到東歐波蘭，也只能效力當地低組別聯賽。
=事業不如意他，在1993年經介紹後來港發展。他原意是想以香港作為跳板，準備往後申請工作簽證再到荷蘭發展。惟移民政策改變，使他被逼額外留港半年，期間他效力多間乙組球會，後來透過同鄉介紹到甲組球會試腳成功。
到1997年加盟當時仍在甲組角逐的職業球會東寶。惟由於他腳法平平，但是有著比亞洲人強的體格，所以得以勉強可以應付得來，可惜繼後沒有甲組隊願意簽他。而他最後選擇效力當時於乙組的傑志繼續他的球員生涯。惟由於乙組是業餘性質，羅倫士在當時可謂所向無敵，經常性以其衝擊力取得入球，直至2002年他取得15球，協助傑志從乙組升班甲組，卻沒有隨傑志一同挑戰甲組聯賽。而當時巳有本地球員身份，不需要佔用外援名額加上有身型有勢的羅倫士，獲甲組勁旅愉園羅致。
惟他久別重返甲組聯賽差極的體能及質素，更與某些本地球員比下去。但他於球季上半季已經取得10個進球，成為射手。可惜羅倫士的打法太簡單，各隊都看穿其弱點紛紛作出調動，使他無機可乘。結果下半季只能取得1球，而正選位置都被搶奪了。2004/15年度球季，由於愉園鋒線已有摩亞、法比奧和馬斯奧等人，羅倫士實力又明顯不如以上三人，期間獲主教練陳鴻平一度讓羅倫士轉型中堅，但是速度奇慢的羅倫士在與弱旅中乙球會廣州日之泉隊一役中多次漏人導致球隊以1–4慘敗，從此他被徹底貶到後備席置居多，結果重返東寶。
2005/06年度球季，羅倫士以23個入球與兩名港會球員並列乙組聯賽神射手，更隨港會升上甲組，並獲委任為隊長，到2007年他邊忙著自己的小生意邊兼職踢乙組聯賽。後來到2008/09年度球季，他更協助沙田贏得乙組聯賽與初級銀牌賽雙料冠軍兼首次取得升上甲組資格，但由於沙田只留用全職球員，羅倫士因而轉投由甲組降回乙組作賽的淦源，至2017/18年度球季出任剛升班上現時次級聯賽甲組的球會淦源教練。

## 國際賽生涯
羅倫士在香港連續居住滿7年後成功取得香港特區護照，具備代表香港隊作賽的資格。
2003年，由於香港球壇正鬧射手荒，而羅倫士獲時任香港代表隊教練黎新祥賞識，招他入伍，成為繼譚拔士及摩亞後第三位入籍球員，更是首位非洲人代表香港足球隊出賽。
同年，羅倫士代表香港往日本參加東亞盃決賽週，而他在首戰對剛於世界盃奪第四位佳績的南韓國家隊時首次替香港亮相，即於30分鐘成功擺脫四位守衛再把球輕輕地挑過對方門將射入空門，追平南韓兼取得首個國際賽入球，讓球迷讚嘆不已。
其後，羅倫士再在2006年世界盃亞洲區外圍賽代表香港出戰科威特國家隊時表現極為出色，惹來當地球探關注，更以一百萬美金年薪邀請他加盟，只是羅倫士以熱愛香港為理由婉拒選擇繼續留港，贏得香港球迷歡心，不過只是科威特方面對羅倫士窮追不捨，儘管他回到香港後有關方面仍然多次透過電子郵件利誘他，直到後來羅倫士外出旅行並且與外界斷絕來往，令科威特方面無可施計下被逼放棄追逐念頭，其後羅倫士狀態逐漸沉淪，而他在香港隊的位置也漸漸被新人取代。

## 貿易生意
2002年，羅倫士為香港一家藥廠擔任形象代言，推銷一種治咳嗽的藥物，而廠家沒有花巨資找影視明星，偏偏相中了羅倫士，主要是還看中其健碩的身材，再加上他走調的廣東話，很容易被消費者記住。
同年，羅倫士參與電視廣告的演出，而他在朋友介紹下展開成衣批發生意，但由於難以兼顧足球訓練和生意，故此提早退出職業足球生涯，至2012年其生意已經拓展到中國大陸、泰國、馬來西亞、新加坡及非洲。
2006年，羅倫士獲香港有線電視財經資訊台的《時事寬頻》特輯《非洲人在香港》專訪，並揭露他為一間國際貿易公司的行政總裁。

## 外部連結
- 香港足球總會網頁球員註冊資料 （页面存档备份，存于）